# General Salipada K. Pendatun
General Salipada K. Pendatun ist eine philippinische Stadtgemeinde in der Provinz Maguindanao del Sur. Sie hat 28.103 Einwohner (Zensus 1. August 2015).

## Baranggays
Gen. S. K. Pendatun ist politisch in 18 Baranggays unterteilt:
| - Badak - Bulod - Damakling - Damalusay - Kaladturan - Kulasi - Lao-lao - Lasangan - Lower Idtig | - Lumabao - Makainis - Midconding - Midpandacan - Paglat - Panosolen - Ramcor - Tonggol - Upper Idtig |